# Abouriou
De Abouriou is een blauwe druivensoort die vooral voorkomt in het zuidwesten van Frankrijk.

## Kenmerken
De druif is vroeg rijp, houdt van niet al te koude winters en geeft aroma's van rood fruit zoals aardbei en framboos. Verder zorgt deze druif voor een hoog tanninegehalte in de wijn, zuren mist hij echter.

## Gebruik
Dit uitstervend ras geeft rode wijnen van niet meer dan het tafelwijn niveau.

## Gebieden
Het wijngebied Côtes de Marmandais geldt als de bakermat voor deze druif. In het gebied dat aan weerszijden van de Garonne ligt is deze druif na de Cabernet Sauvignon, de Cabernet Franc, de Merlot en de Petit Verdot het belangrijkste druivenras.
Deze druivensoort wordt in de Côtes de Gascogne gebruikt voor zowel rode als roséwijn.

## Synoniemen[1]
De Abouriou is ook bekend onder de volgende namen:
- Beaujolais
- Early Burgunder
- Early Burgundy
- Gamay Beaujolais
- Gamay du Rhone

- Gamay St. Laurent
- Malbec Argente
- Negret de la Canourgue
- Noir Hatif
- Plant Abouriou

- Plant Precoce
- Precoce Nauge
- Precoce noir
- Pressca de Bourgogne.